# Cupha
Cupha är ett släkte av fjärilar. Cupha ingår i familjen praktfjärilar.

## Bildgalleri

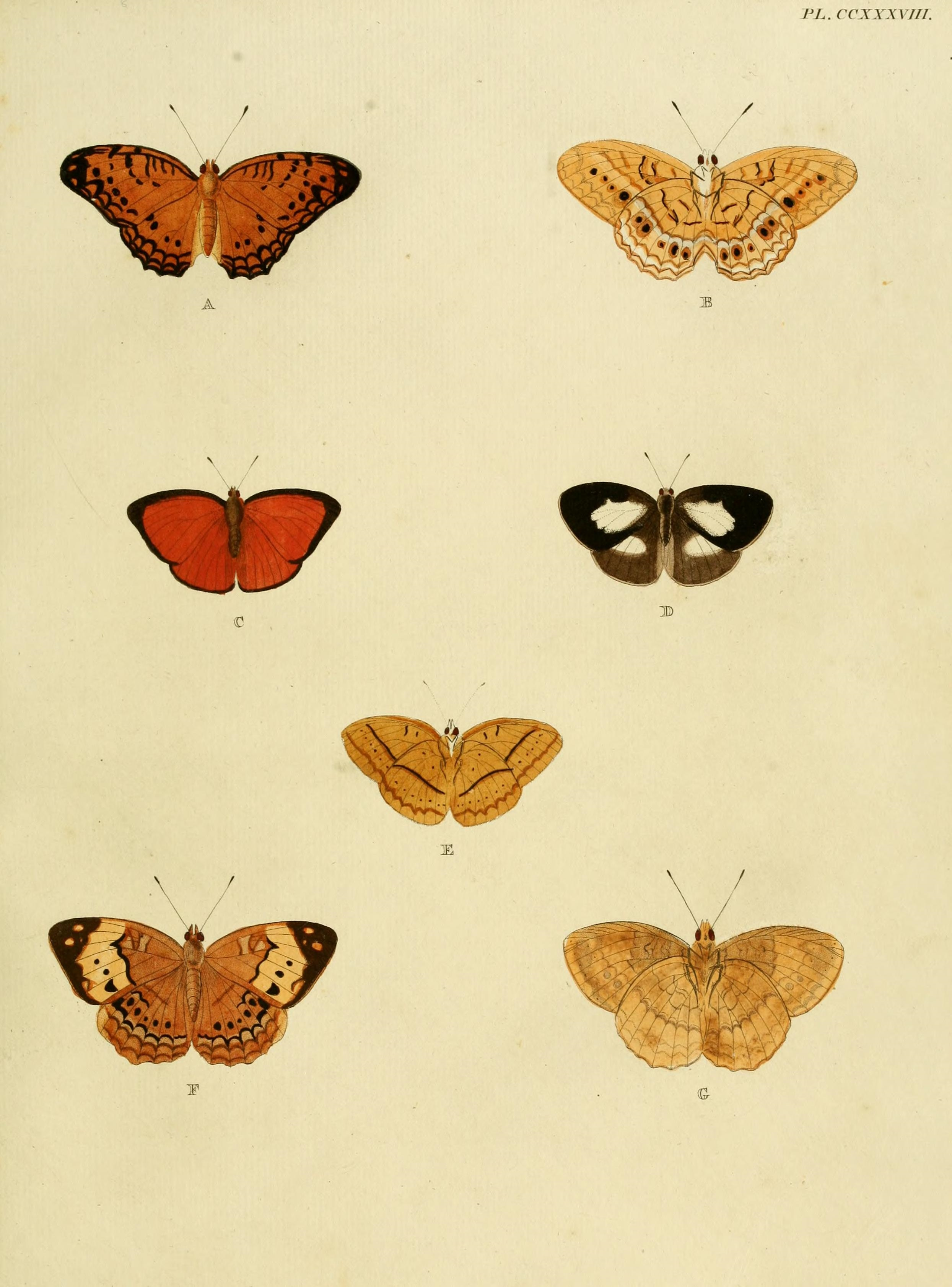
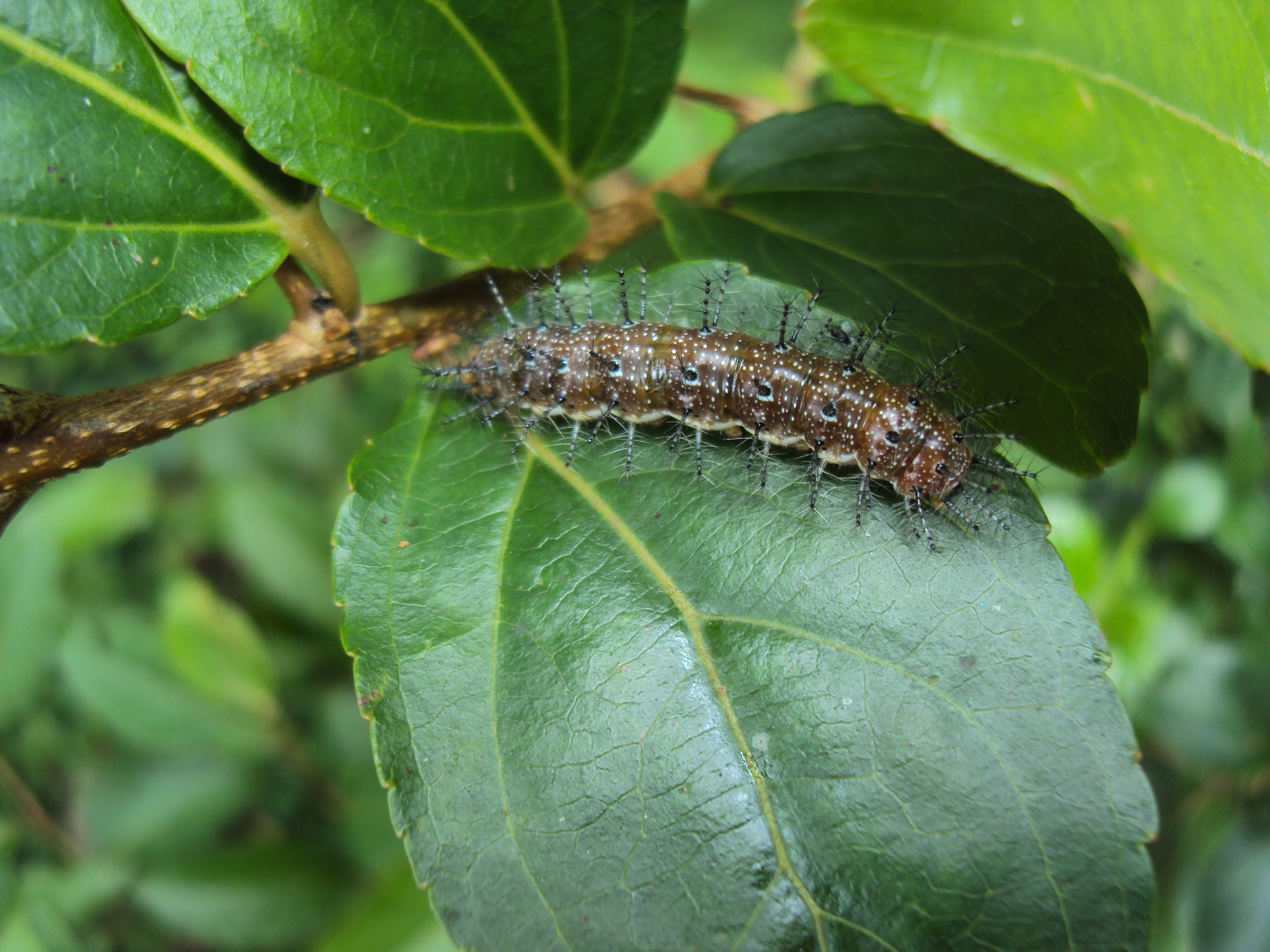
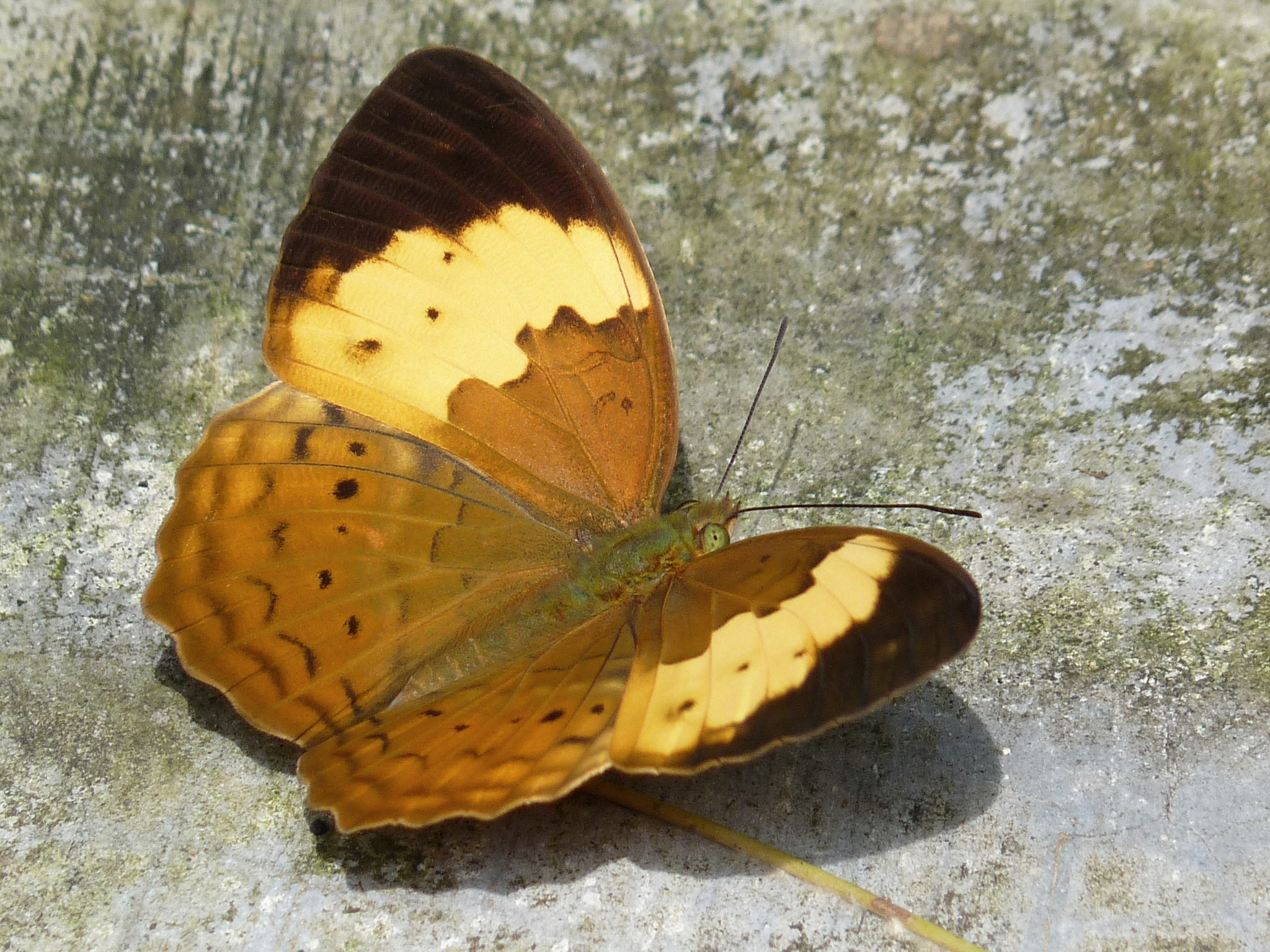
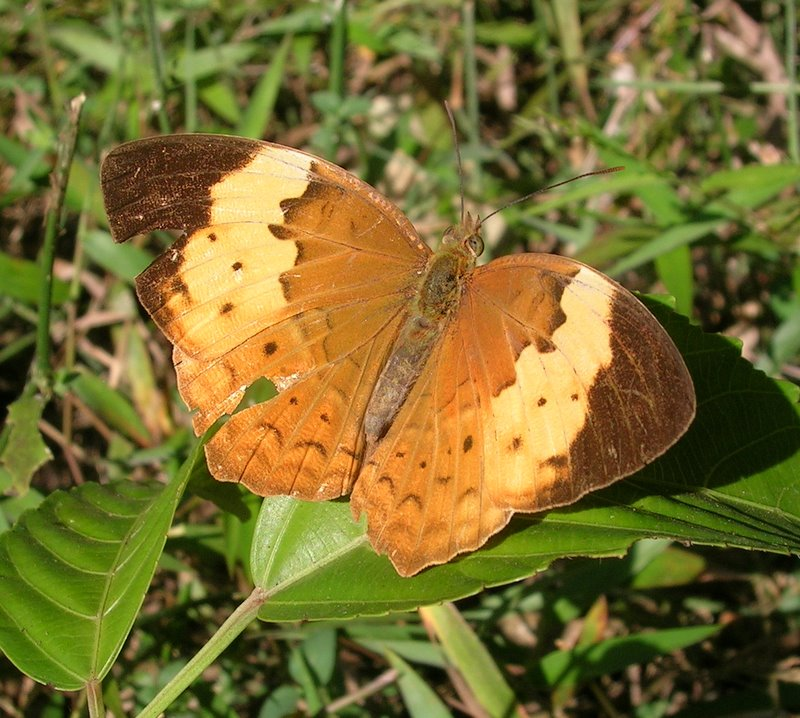
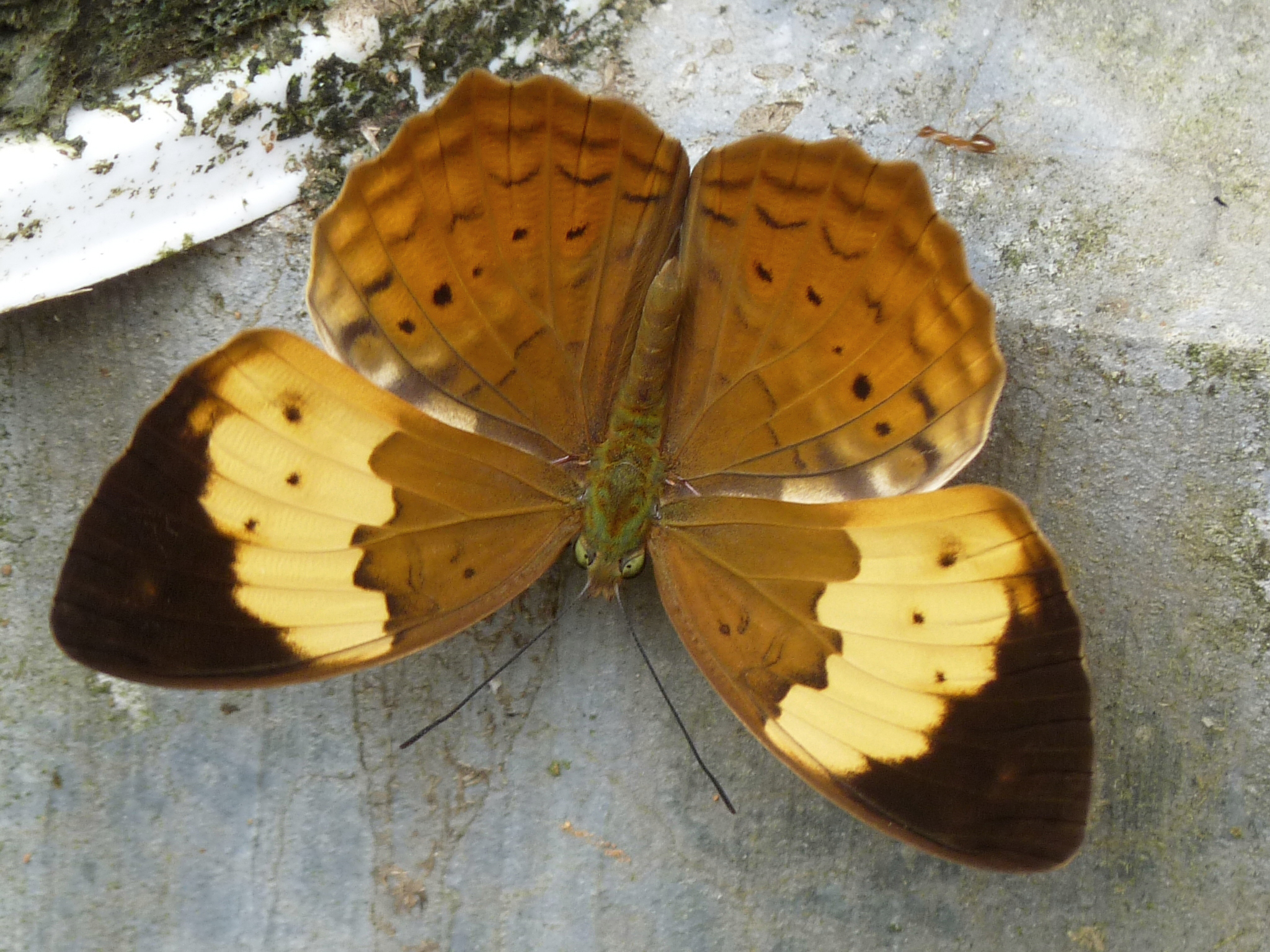
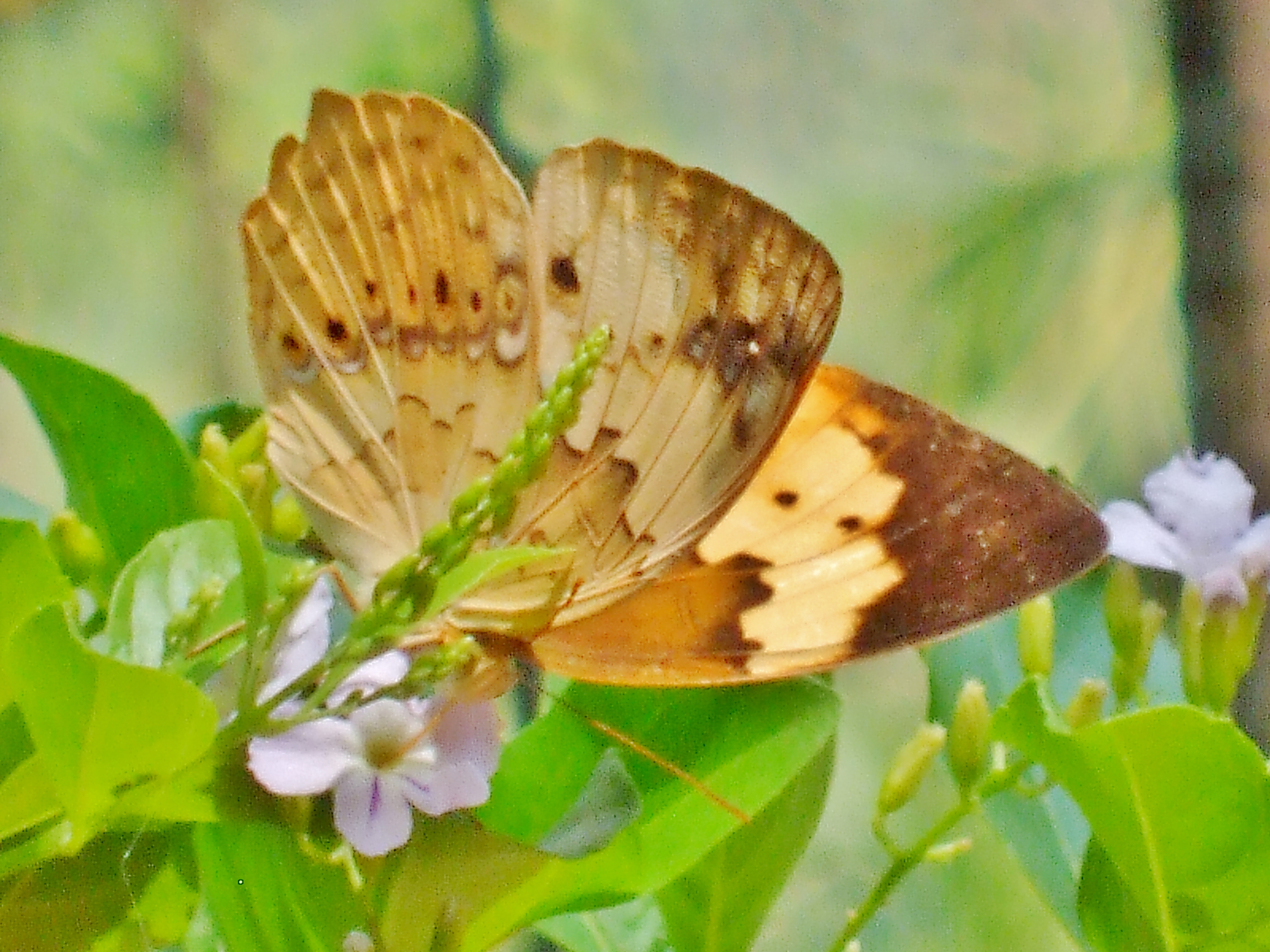

## Dottertaxa tillCupha, i alfabetisk ordning[1]
- Cupha alexis
- Cupha andamanica
- Cupha arias
- Cupha aureus
- Cupha cacina
- Cupha celebensis
- Cupha charmides
- Cupha cluentia
- Cupha crameri
- Cupha cyclotas
- Cupha dapatana
- Cupha datos
- Cupha decernia
- Cupha decolorata
- Cupha disjuncta
- Cupha dohertyi
- Cupha erymanthis
- Cupha fedora
- Cupha fergussonia
- Cupha fumosa
- Cupha hegemone
- Cupha humboldti
- Cupha kangeana
- Cupha keyana
- Cupha lampetia
- Cupha lampetina
- Cupha leonida
- Cupha lotis
- Cupha madestes
- Cupha maenada
- Cupha maeonides
- Cupha maforica
- Cupha maja
- Cupha maonites
- Cupha melichrysos
- Cupha mimicus
- Cupha miokensis
- Cupha mirona
- Cupha muna
- Cupha myronides
- Cupha nagara
- Cupha nicobarica
- Cupha nomurai
- Cupha oderca
- Cupha ophthalmicus
- Cupha palawana
- Cupha palla
- Cupha pallescens
- Cupha peliopteryx
- Cupha placida
- Cupha prosope
- Cupha pseudarias
- Cupha rovena
- Cupha rubria
- Cupha sadaichii
- Cupha sangirica
- Cupha saturatior
- Cupha synnara
- Cupha takamukui
- Cupha tiomana
- Cupha tredecia
- Cupha tripunctata
- Cupha turneri
- Cupha wallacei
- Cupha woodfordi
- Cupha zosima